# Динчо Велев
Динчо Петров Велев (Дупинов) е български партизанин, офицер на Българската народна армия (генерал-лейтенант), член на БКП.

## Биография

### Произход и младежки годни
Динчо Велев е роден на 5 декември 1921 г. в пазарджишкото село Смилец. Завършва Пазарджишката гимназия през март 1943 г. Като ученик е приет за член на РМС (1937). В гимназията е отговорник за осмите класове и член на ръководството на РМС за училището. През януари 1943 г. е арестуван и осъден на 1 година условно. От юни 1944 г. е член на БКП.
Участва в Съпротивителното движение по време на Втората световна война. От март до септември 1943 г. е ятак на партизани и секретар на РМС в родното си село. През 1943 г. излиза в нелегалност и става партизанин в Партизанска бригада „Георги Бенковски“. Бил е командир на чета и помощник-командир на бригадата.

### Професионална дейност
След 9 септември 1944 г. служи в БНА. Във войната срещу Нацистка Германия е командир е на рота в 27-и пехотен полк (септември 1944 – декември 1944 г.). От януари до юли 1945 г. учи във Военното училище в София. След това до декември 1946 г. е командир на курсантски взвод и инструктор в училището. Между декември 1946 и декември 1947 г. е командир на дружина в 27-и пехотен полк. Завършва Военната академия „Михаил Фрунзе“ (1 януари 1948 – ноември 1950 г.). През ноември 1950 г. е назначен за заместник-началник на Оперативния отдел на втора армия. Остава на този пост до април 1951 г. Между април и декември 1951 г. е временен началник на Оперативния отдел на втора армия.
От януари 1952 г. е временен командир на осемнадесета мотострелкова дивизия. От февруари 1952 г. е полковник, а от 3 октомври 1957 г. е повишен в звание генерал-майор. По-късно е преназначен за постоянно на длъжността. Остава командир на дивизията до декември 1953 г. Командир на Втора мотострелкова дивизия в Стара Загора (1953 – 1957; 1959 – 1960). Началник на военновременния щат на БНА от 15 декември 1962 г. Командир на Втора армия (1971 – 1975). Бил е началник на Управление „Бойна подготовка“ в МНО от 1966 г. Към 1976 г. е началник на Управление „Бойна подготовка“ на Командване на Сухопътни войски.
Съдебен заседател от военната колегия на Върховния съд на Народна република България от 17 юли 1981 г. Достига до звание генерал-лейтенант през 1969 г. Създател на алпийските подразделения на Българската армия (1982).
Автор на книгата „Маньовърът в общовойсковия бой в планината“ (Военно издателство, С., 1972) и мемоарните книги „Огньовете горят“ (Военно издателство, С., 1973) и „Дълг и младост“ (Военно издателство, С., 1978).

## Семейство
Динчо Велев е вуйчо на Иван Гарелов, български журналист.